# Giovanni Montelatici
Giovanni Montelatici, född 1864 i Settignano, död 1930 i Florens, var en italiensk konstnär i pietra dura-teknik.
Konstområdet tavlor i mosaik med mycket små högpolerade stenar utvecklades i Europa i modern tid i Italien, framför allt i Florens i början av 1600-talet. Genren återupptogs av Giovanni Montelatici, som grundade den samtida mosaikporträttskolan i Florens. Han utformade fotorealistiska porträtt i mosaik med fotografier som utgångspunkt.